# Gurjar

Nagbhatt ll

Un homme gurjar en 1868 Gurjar

Les Gurjar ou Gujjar (également connus sous le nom de Gojar et Goojar) sont une communauté agricole et pastorale ethnique de l'Inde, du Pakistan et de l'Afghanistan. Ils étaient connus sous le nom de Gurjaras à l'époque médiévale, un nom qui aurait été à l'origine un ethnonyme, et par la suite un démonyme. Bien qu’ils aient traditionnellement été impliqués dans l’agriculture (principalement dans l’élevage et les produits laitiers), les Gurjars forment un groupe hétérogène important qui se différencie en termes de culture, de religion, de profession et de statut socio-économique. Le rôle historique de Gurjars a été très diversifié dans la société : ils sont les fondateurs de plusieurs royaumes, districts, villes, villages et villes, tout en étant aussi des nomades sans terre,,,,.
Le chercheur en sciences humaines portugais Professeur-Docteur João Pedro Galhano Alves a vécu avec des bergers de bufflesses et des chèvres de la tribu Gurjar, dans la région de la Réserve de Tigres de Sariska (Rajasthan, Inde). Il y a passé de longs séjours en 1985, 1992, 1994, 1996 et 2012. Il a habité dans le village Gurjar de Haripura dans le centre de cette Réserve de Tigres. Il a aussi étudié les villages de Kundelka, Bartary et autres.  
Il a étudié la coexistence des Gurjar avec des tigres, des grands herbivores sauvages, la végétation et la biodiversité en général.  
En 1995, il a présenté en France sa thèse de Master of Science de Hautes Études en Politiques Agricoles et Administration du Développement, sur ce terrain et ce sujet.  
En 2000, il a présenté en France sa thèse de Doctorat en Anthropologie, en partie dédiée à ce terrain et cette problématique.  
Il a aussi publié plusieurs articles scientifiques, communications à des congrès scientifiques, et des textes universitaires sur les Gurjar et leur relation avec l'environnement dans ce terrain.  
Ce chercheur a décrit et analysé en détail la culture Gurjar de la région, ses systèmes d'usage des ressources naturelles, et son mode équilibré de coexistence avec le tigre et la biodiversité.   
Il propose à travers ses thèses, livres, d'articles scientifiques, etc. la conservation des peu de villages Gurjar et d'autres ethnies, considérant que leur présence dans la région n'est pas nuisible pour le tigre et la biodiversité, puisque leurs pratiques et culture sont bien intégrées dans l'écosystème humanisé, en synergie avec l'environnement. Il propose aussi une politique de restauration progressive du couvert végétal dans les périphéries de la Réserve de Tigres, permettant ainsi la ré-expansion territoriale des grands herbivores sauvages, et par conséquent, une multiplication de la population de tigres en nombre et territoire.  
Ainsi, on conserverait et augmenterait cet écosystème humanisé en état de Biodiversité Totale, respectant à la fois le tigre et la biodiversité, et la conservation des cultures locales Gurjar et autres. Il a aussi considéré que sans la mise en œuvre de ces politiques, le tigre disparaitrait dans la région. Ce qu'est vraiment passé après ses recherches. Postérieurement, l’État de l'Inde a réintroduit des tigres sauvages, importés de la Réserve de Ranthambore.  
L'ONG locale Tarum Bharat Sangh ("Pouvoir du Peuple de l'Inde") a aussi une politique semblable à celle proposée par J.P. Galhano Alves.   
Pourtant, ces politiques n'ont pas été adoptées par les autorités, qui considèrent plutôt, suivant les "wilderness policies" anglosaxoniques, que la présence humaine est incompatible avec les tigres, et prévoient l'erradication des villages de la Réserve, ce qui est contredit par la coexistence équilibrée et millénaire entre les cultures Gurjar et hindoues locales avec le tigre, les grands herbivores sauvages, et la végétation spontanée.  
En 1997, A.J.T. Johnsingh et al. ont publié un article qui considère que l'occupation humaine de la Réserve de Tigres de Sariska est préjuditielle pour le tigre et la biodiversité. 
En 2003, en France, la chercheuse italienne Maria Constanza Torri a fini sa thèse de Master of Science de Hautes Études en sociétés rurales et ingénierie du développement, sur le territoire et la périphérie de la Réserve de Tigres de Sariska, observant en particulier l'action de participation des populations locales dans la conservation et ré-expansion du tigre et de la biodiversité. Elle a suivi les actions de l'ONG Tarum Bharat Sangh, de restauration de la végétation spontanée dans la périphérie de la Réserve de Tigres. En 2004, sa thèse, résumée, a été publiée comme livre par l'IAMM-CIHEAM (Paris et Montpellier, France).

## BIBLIOGRAPHIE LIEE A L'ETHNOBIOLOGIE DE LA TRIBU GURJAR, et à sa coexistence avec des tigres et la biodiversité dans la région de la Réserve de Tigres de Sariska (Rajasthan, Inde)
Dangural, Dhirendra datt. (1994).- "Gujars".- New Delhi, India : Manuscrit de thèse doctorale.
Jackson, Peter. (1997).- "Hopes Raised for India's Tigers".- Bougy, Gland, Suisse : IUCN, Cat News, no 27, p. 1
Jackson, Peter; Yéti, Claude. (1990).- "Shere Khan, le Seigneur Assiégé".- Paris, France : Sciences et Nature, no 2, p. 44-65
Johnsingh, A.J.T.;  Sankar,  K; Mukherjee, Shomita. (1997).- "Saving Prime Tiger Habitat in Sariska Tiger Reserve".- Bougy, Gland, Suisse : IUCN, Cat News, no 27, p. 3-4
W. (1974).- The tribes and Castes of the North Western India".- Delhi, India : Cosmos Publications
Galhano Alves, J.P. (2023). "Coexistence des sociétés humaines et des écosystèmes. Les terres communautaires, leur élimination et ses conséquences" (préface de Farid Benhammou) - Editions L’Harmattan - Paris, France - 144 p
Galhano Alves, J.P. (2021). "O mundo de simulacro artificial. A eliminação geopolítica do uso comunitário da terra e os seus efeitos na nossa presente condição global” - Lisbon International Press – Lisboa, Portugal & São Paulo, Brasil - 110 p 
Galhano Alves, J.P. (2012). "Anthropologie et écosystèmes au Niger. Humains, lions et esprits de la forêt dans la culture gourmantché “ (préface de Danièle Vazeilles) - Editions L’Harmattan - Paris, France - 448 p 
Galhano Alves, J.P. (2011). "Antropología y ecosistemas. Vivir en biodiversidad total con leones, tigres o lobos. India – Niger - Portugal" (presentación de Fernando Palacios, prefacios de Amélia Frazão Moreira y Danièle Vazeilles) – Gobierno de España; Ministerio de Ciencia y Innovación de España; Ministerio de Medio Ambiente y Medio Rural y Marino de España; Museo Nacional de Ciencias Naturales de España; Consejo Superior de Investigaciones Científicas de España; Año Internacional de la Diversidad Biológica 2010 de la ONU/UN; Fondo Europeo Agrícola de Desarrollo Rural (FEADER), Unión Europea – Madrid, España - 168 p
Galhano Alves, J.P. (2009). "The artificial simulacrum world. The geopolitical elimination of communitary land use and its effects on our present global condition” – Eloquent Books – New York, États-Unis – 71 p
Galhano Alves, J.P. (2002). "Vivre en Biodiversité Totale. Des hommes, des grands carnivores et des grands herbivores sauvages. Deux études de cas: loups au Portugal, tigres en Inde" (Deux tomes) – Collection Thèse à la Carte, Presses Universitaires du Septentrion / Atelier National de Reproduction des Thèses (ANRT) – Villeneuve d’Ascq, France - 880 p
Galhano Alves, J.P. (2000). "Vivre en biodiversité totale. Des hommes, des grands carnivores et des grands herbivores sauvages. Deux études de cas : loups au Portugal, tigres en Inde” - Thèse de Doctorat en anthropologie - Laboratoire d'Écologie Humaine et d'Anthropologie, UMR 6591 du Centre National de Recherche Scientifique (CNRS), Université de Droit, d'Économie et des Sciences d'Aix-Marseille (Université d'Aix-Marseille III) - Aix-en-Provence, France - 880 p
Galhano Alves, J.P. (1995). "Étude des rapports synergiques entre des sociétés rurales et leur environnement en état de totale biodiversité. L'exemple de la vallée de Sariska (Rajasthan, Inde): intégration entre sociétés rurales, grands herbivores et grands prédateurs" - Thèse de Master of Science de Hautes Études en politiques agricoles et administration du développement - Centre International de Hautes Études Agronomiques Méditerranéennes /  Institut Agronomique Méditerranéen de Montpellier - Montpellier, France - 543 p
Galhano Alves, J.P. (1994). "Le rapport et l'équilibre possible entre les sociétés rurales et l'environnement minéral et vivant. Propositions pour une étude générale et une étude de cas: sociétés rurales, grands herbivores et super-prédateurs de la vallée de Sariska, Rajasthan, Inde" - Mémoire de DSPU en développement rural / Projet de thèse de Master of Science - Centre International de Hautes Études Agronomiques Méditerranéennes / Institut Agronomique Méditerranéen de Montpellier - Montpellier, France - 63 p
Galhano Alves, J.P. (2009). "From land to a simulacrum world; an anthropological essay on the history of an agricultural geo-policy: the elimination of communitary land use systems and its ecological, socio-cultural, psychological and political effects" – The Digital Library of the Commons, Indiana University – Bloomington, Indiana, États-Unis – 31
Galhano Alves, J.P. (2004). – "Restaurer et coexister avec la biodiversité totale. Sociétés humaines, grands carnivores et grands herbivores sauvages. Une approche multidisciplinaire et comparative internationale". Recherches Naturalistes en région Centre, no 14, décembre 2004, Nature Centre, Conservatoire du patrimoine naturel de la région centre - Orléans, France -  p. 141-148
Galhano Alves, J.P. (2003). "Des hommes, des grands carnivores et des grands herbivores. Une approche anthropologique et comparative internationale" - Antropológicas, no 7, CEAA Centro de Estudos de Antropologia Aplicada, Edições Universidade Fernando Pessoa  - Porto, Portugal - p. 75-114
Galhano Alves, J.P. (2002). "Tigers, wolves & biodiversity” - Wolf Print, issue 13, summer 2002, The UK Wolf Conservation Trust - Reading, England - p. 9-13
Galhano Alves, J.P. (2000). "Du tigre au loup : la biodiversité totale est l'avenir de l'homme" - La Voie du Loup, no 7, Mission Loup, France Nature Environnement (Fédération Française des Associations de Protection de la Nature et de l'Environnement) - Paris, France - p. 18-21
Galhano Alves, J.P. (1999). "Of large Carnivores and humans" - Down to Earth, vol. 8, no 4, July 15, Centre for Science and Environment - New Delhi, India - p. 27-31
Galhano Alves, J.P. (1999). "Men and tigers in Sariska Tiger Reserve, India" - Cat News, no 30, Newsletter of the Cat Specialist Group, Species Survival Commission, International Union for the Conservation of Nature (IUCN) - Bougy, Switzerland - p. 10-12
Galhano Alves, J.P. and Garcia-Perea, R. (1998). "Tigers and people: strategies for tiger conservation in Sariska Tiger Reserve, India" - Cat News, no 29, Newsletter of the Cat Specialist Group, Species Survival Commission, International Union for the Conservation of Nature (IUCN) - Bougy, Switzerland - p. 9-11
Galhano Alves, J.P. (1996). "A perfect world" - Down to Earth, vol. 5, no 11, October 31, Centre for Science and Environment - New Delhi, India - p. 32-34
Galhano Alves, J.P. (2002). "Sociedades humanas y tigres. Desarrollo sostenible y restauración de la biodiversidad" (publicado conjuntamente con entrevistas personales en artículo anejo) - La Tierra, Publicación medioambiental SL, no 50, Verano 2002 - Madrid, España - p. 60
Galhano Alves, J.P. (1998). "Da conservação de lobos, tigres e outros grandes carnívoros. Algumas perguntas e respostas" - Além-Parte, Revista de cultura popular e opinión, no 0 - Chantada, España - p. 14-15
Galhano Alves, J.P. (2008). "From land to a simulacrum world; An anthropological essay on the history of an agricultural geo-policy: the elimination of communitary land use systems and its ecological, socio-cultural, psychological and political effects" – 12th Biennial Conference of the International Association for the Study of the Commons, “Governing Sharing Resources: Connecting Local Experience to Global Challenges” -   14-18 July 2008 – Cheltenham, England – 31 p
Galhano Alves, J.P. (2003). "A Restauração da Biodiversidade Total e o Desenvolvimento Sustentável. Novos conceitos para a investigação e para a acção" - Actas do 2º Congresso Nacional de Conservação da Natureza, conservação e utilização sustentável da diversidade biológica - 2-5 Outubro 2001 - Instituto da Conservação da Natureza; Ministério do Ambiente e do Ordenamento do Território; Fundação Calouste Gulbenkian - Lisboa, Portugal - 7 p
Galhano Alves, J.P. (2001). "Conservar e Restaurar a Biodiversidade Total. Uma função estratégica dos espaços rurais" - IV Coloquio Hispano Portugués de Estudios Rurales - 7-8 junio 2001. Comunicaciones - Asociación Española de Economia Agraria; Instituto Universitario de Estudios e Desenvolvemento de Galicia IDEGA; Sociedade Portuguesa de Estudos Rurais; Universidad de Santiago de Compostela - Santiago de Compostela, España - 21 p
Galhano Alves, J.P. (2004). "Les Rapports entre sociétés humaines, grands carnivores et biodiversité (tigre, lion, loup...)" - Colloque Pluridisciplinaire de jeunes chercheurs et praticiens de terrain (Alpes - Pyrénées). La Cohabitation avec les grands prédateurs en France (loup et ours). Enjeux didactiques pour la conservation de la nature et le développement durable ? - 21-22 mars 2004 - Le programme - Muséum des Sciences Naturelles d’Orléans ; ENGREF École Nationale du Génie Rural des Eaux et des Forêts (Paris) ; Institut de Recherches pour le Développement IRD d’Orléans ; Association des Géographes de l'Université d’Orléans ; FERUS ours-loup-lynx - Orléans, France - p. 2
Galhano Alves, J.P. (2001). "A Restauração da Biodiversidade Total e o Desenvolvimento Sustentável. Novos Conceitos para a Investigação e para a Acção". "2º Congresso Nacional de Conservação da Natureza, conservação e utilização sustentável da diversidade biológica - 2-5 Outubro 2001 - Resumos - Instituto da Conservação da Natureza; Ministério do Ambiente e do Ordenamento do Território; Fundação Calouste Gulbenkian - Lisboa, Portugal - p. 86
Galhano Alves, J.P. (2001). "Of Men, Large Carnivores and Large Wild Herbivores: a possible and necessary coexistence " - 8th International Theriological Congress - 12-17 August 2001 - Scientific programme and abstracts - The American Society of Mammalogists, International Theriological Commitee, Wildlife Group of the South African Veterinary Association, The British Council - Sun City, South Africa - p. 9
Galhano Alves, J.P. (2001). "Conservar e Restaurar a Biodiversidade Total. Uma função estratégica dos espaços rurais" - IV Coloquio Hispano Portugués de Estudios Rurales - 7-8 Junio 2001 - Comunicaciones - Asociación Española de Economia Agraria; Instituto Universitario de Estudios e Desenvolvemento de Galicia IDEGA; Sociedade Portuguesa de Estudos Rurais; Universidad de Santiago de Compostela - Santiago de Compostela, España - 21 p
Galhano Alves, J.P. (2001). "Conservar y Restaurar la Biodiversidad Total. Sociedades rurales, grandes carnívoros y grandes herbívoros salvajes. Dos estudios de caso: Lobos en Portugal, Tigres en la India" - I Jornadas Ibéricas de Ecologia da Paisagem - 17-21 Abril 2001 - Resumos - Escola Superior Agrária; Instituto Politécnico de Bragança; Departamento Interuniversitario de Ecología, Universidad de Alcalá; Associação Portuguesa de Ecologia da Paisagem; Asociación Española de Ecología Terrestre - Bragança, Portugal - p. 18
Galhano Alves, J.P. (2001). "Sociedades Humanas, Lobos e Grandes Herbívoros Selvagens. Um ecossistema humanizado em estado de alta biodiversidade. O caso da região do Parque Natural de Montesinho (nordeste de Portugal)" - II Simpósio Internacional sobre Fauna Selvagem - 18-21 Abril 2001 - Livro de Abstracts - Universidade de Trás-os-Montes e Alto Douro; WAVES - Vila Real, Portugal - p. 08
Galhano Alves, J.P. (2001). "Sociedades Humanas, Tigres e Grandes Herbívoros Selvagens. Um ecossistema humanizado em estado de total biodiversidade. O caso da região da Reserva de Tigres de Sariska (Rajasthan, Índia)" - II Simpósio Internacional sobre Fauna Selvagem - 18-21 Abril 2001 - Livro de Abstracts - Universidade de Trás-os-Montes e Alto Douro; WAVES - Vila Real, Portugal - p. 09
Galhano Alves, J.P. (2001). "Conservar e Restaurar a Biodiversidade Total. Sociedades humanas, grandes carnívoros e grandes herbívoros selvagens" - II Simpósio Internacional sobre Fauna Selvagem - 18-21 Abril 2001 - Livro de Abstracts - Universidade de Trás-os-Montes e Alto Douro; WAVES - Vila Real, Portugal - p. 010
Galhano Alves, J.P. (1999). "Sociedades Rurais, Lobos e Grandes Herbívoros no Parque Natural de Montesinho (Nordeste de Portugal)" - Congreso sobre la Recuperación del Lobo en Sierra Morena - 10-12 diciembre 1999 - Programa y Resúmenes - Diputación de Sevilla; Grupo Ecologista CICONIA; Universidad de Córdoba (Dpto. de Biología Animal); Federación de Espacios Naturales Protegidos de Andalucía; Asociación de Amigos de Doñana - Sevilla, España - p. 45-46
Galhano Alves, J.P. (1999). "Of Large Carnivores and Men. Two different realities: rural societies and tigers in the Sariska Tiger Reserve (Rajasthan, India); rural societies and wolves in the Montesinho Natural Park (north-east of Portugal)" - 2nd International Wildlife Management Congress - Wildlife, land and people: priorities for the 21st century - Program and abstracts - Gödöllõ, Hungary - p. 60
Galhano Alves, J.P. (2013). « Antropologia, civilizações e ecossistemas. Povos que vivem em biodiversidade total com leões, tigres ou lobos. Níger – Índia – Portugal” -  Publié dans le Web-Site de la Universidade do Porto, par le Centro de Estudos Africanos da Universidade do Porto, Universidade do Porto – Porto, Portugal – 30 p
Galhano Alves, J.P. (2013). « Antropologia, civilizações e ecossistemas. Povos que vivem em biodiversidade total com leões, tigres ou lobos. Níger – Índia – Portugal” -  Publié dans le Web-Site de la Universidade Católica Portuguesa, Campus da Foz – Porto, Portugal – 30 p
Galhano Alves, J.P. (2009). “Antropologia e ecossistemas. Viver em biodiversidade total com leões, tigres ou lobos. Níger – Índia – Portugal” – Circulaire rendue à des étudiants et chercheurs, Escola Superior de Educação Jean Piaget, Instituto Piaget – Arcozelo, Vila Nova de Gaia, Portugal – 16 p 
Galhano Alves, J.P. (2009). "Anthropologie et écosystèmes. Vivre en biodiversité totale avec des lions, tigres ou loups. Niger – Inde – Portugal" – Circulaire remise à des étudiants et chercheurs, Faculté de Lettres et de Sciences Humaines, Université Abdou Moumouni (Université de Niamey) – Niamey, Niger - 14 p
Galhano Alves, J.P. (2008). "Antropologia e ecossistemas. Viver em biodiversidade total com leões, tigres ou lobos. Niger, Índia, Portugal" – Circulaire remise à des étudiants et chercheurs, Mestrado em Antropologia Social e Cultural, Faculdade de Cièncias e Tecnologia, Universidade de Coimbra - Coimbra, Portugal - 23 p
Galhano Alves, J.P. (2006). "Uma geopolítica agrária: eliminação dos sistemas comunitários de uso da terra e suas implicações  ecológicas, socio-culturais, psicológicas e políticas. Uma abordagem antropológica estrutural" - Mestrado Ibérico em Design e Produção Gráfica, Intermédia - 3ª edição, Universitat de Barcelona; Alquimia da Côr - Porto, Portugal - 23 p
Galhano Alves, J.P. (2005). "Biodiversidad total y desarrollo sostenible. Sociedades humanas, grandes carnívoros y grandes herbívoros salvajes" - Máster en Espacios Naturales Protegidos, módulo 3 Desarrollo sostenible y servicios ambientales (coordinador Profesor Catedrático António Goméz Sal) - Universidad Autónoma de Madrid, Universidad Complutense de Madrid, Universidad de Alcalá, Fundación Fernando González Bernáldez, EUROPARC España - Alcalá de Henares, España - p. 35-38
Galhano Alves, J.P. (2003). "Biodiversidad total y desarrollo sostenible. Sociedades humanas, grandes carnívoros y grandes herbívoros salvajes. Nuevos conceptos para la investigación y para la acción. Dos estudios de caso : lobos en Portugal, tigres en la India" - Título de Postgrado de Especialista en Espacios Naturales Protegidos, módulo III Desarrollo sostenible y servicios ambientales (coordinador Prof. Catedrático António Goméz Sal) - Universidad Autónoma de Madrid, Universidad Complutense de Madrid, Universidad de Alcalá, Fundación Fernando González Bernáldez, EUROPARC España - Alcalá de Henares, España - p. 49-51
Galhano Alves, J.P. (2001). "Relaciones entre el hombre y la biodiversidad natural: los grandes carnívoros" - Título de Postgrado de Especialista en Espacios Naturales Protegidos, módulo III Desarrollo sostenible y servicios ambientales (coordinador Prof. Catedrático António Goméz Sal) - Universidad Autónoma de Madrid, Universidad Complutense de Madrid, Universidad de Alcalá, Fundación Fernando González Bernáldez, EUROPARC España - Alcalá de Henares, España - p. 25-27
Galhano Alves, J.P. (2001). "Les niveaux de perception de la nature et des sociétés humaines. Quelques notes méthodologiques concernant l'ethnobiologie et les sciences dont les objets d'étude se situent à l'interface de l'environnement naturel et des sociétés humaines" - Circulaire remise à des étudiants et chercheurs, Institut Agronomique Méditerranéen de Montpellier / Centre International de Hautes Études Agronomiques Méditerranéennes ; Laboratoire d'Ethnobiologie-Biogéographie du Muséum National d'Histoire Naturelle - Montpellier, Paris ; France - 6 p
Michelot, Agnès. (1997).- "Le Principe de l'Utilisation Rationnelle en Droit de l'Environnement. Une approche critique internationale et comparative à partir de la faune".- Dijon, France : Université de Bourgogne, Faculté de Droit et de Science Politique (thèse de doctorat), 603 p
Ministery of Environment & Forests. (sans date).- "Status of Forest Cover in Project Tiger Reserves".- New Delhi, India : Ministery of Environment & Forests.
O'Dwyer, M.F. (sans date).- "Assessment report of tahsils Alwar, Bansur and Thana Ghazi. Alwar State".- India : Gouvernement colonial anglais, 67p
Patel, Jashbhai. (1997).- "Story of a Rivulet Arvari. From Death to Rebirth".- Jaipur, India : Tarun Bharat Sangh, 49 p
Prater, S.H. (1993).- "The Book of Indian Animals".- Bombay, India: Bombay Natural History Society, Oxford University Press, 324 p
Pushkarna, Vijaya. (1998 b).- "Man of the Year. Interview / Rajendra Singh. Mountains are Mother's Breasts".- New Delhi, India : The Week, 27-12-1998, Vol.17, no 2, p. 36-41
Pushkarna, Vijaya. (1998 a).- "Man of the Year. Kiss of Life for Mother Earth".- New Delhi, India : The Week, 27-12-1998, Vol.17, no 2, p. 24-34
Khalakdina, Margaret. (1998).- "The Promotion of Community Self Reliance. Tarun Bharat Sangh in Action".- Ahmedabad, India : OXFAM India Trust, 60 p.
Kipling, Rudyard. (1979).- "El libro de la selva".- Madrid, España : Susaeta ediciones, s.a., 108 p
Rathore, Fateh Singh. (1992).- "Sariska National Park, Rajasthan".- New Delhi, India : Rapport interne du gouvernement indien.
Renou, Louis. (sans date).- "O Hinduísmo".- Lisboa, Portugal : Publicações Europa-América, colecção saber, no 152, 130 p
Rose, M.A. (1982).- "A Glossary of the Tribes and Castes of the Punjab and North East Frontier. Based on the Census Report for the Punjab 1883 by the late Sir Denzil Ibbetson K.C.S. and the Census Report for Punjab 1872 by the Hon. Sir R.B. Haclay".- Delhi, India : Amar Prakashan Publishers.
Russel, R.V. (1916).- "The Tribes and Castes of the Central Provinces of India".- London: Mc Millan & Co Ldt.
Samantaray, Ranjan. (1998).- "Johad. Watershed in Alwar District, Rajasthan".- India : United Nations – Inter Agency Working Group on Water and Environmental Sanitation, 24 p.
Seidensticker, John; Christie, Sarah; Jackson, Peter. (1999).- "Riding the Tiger. Tiger conservation in human-dominated landscapes".- Cambridge: Cambridge University Press, 383 p.
Sekhar, Nagothu Udaya. (1998).- "Crop and livestock depredation caused by wild animals in protected areas: the case of Sariska Tiger Reserve, Rajasthan, India".- Environmental Conservation, 25 (2), p. 160-171
Sen, D. (1972).- "Geomorphology of the Aravalli Range, Rajasthan, and reinterpretation of residual erosion surfaces".- New Delhi, India : Geographical Review of India, Vol XXXIV, no 3, September, p. 262-286
Singh, Karan. (1996).- "The Tiger - Myth and Reality".- New Delhi, India : Environmental Awareness, Vol.19, no 1, p. 15-21
Singh, Vir. (sans date).- "Rejuvenating the Ruparel River".- Alwar, India : Tarun Bharat Sangh, 40 p
Thapar, Valmik. (Sans date).- "The cult of the tiger".- New Delhi, India : Project Tiger, Ministry of Environment and Forests, 68 p
The  Hindu. (1999).- "Package for relocation of "Project Tiger" villages".- New Delhi, India : The Hindu, 13-1-1999
The Hindu. (1999).- "A long wait for Sariska Tiger Sanctuary".- New Delhi, India : The Hindu, 27-1-1997
Thomas, P. (sans date).- "Epics, Myths and Legends of India. A comprehensive survey of the sacred lore of the Hindus and Buddhists".- Bombay, India : D.B. Taraporevala Sons & Co.
Torri, Maria Costanza. (2003). "La Conservation et l'Utilisation Durable des Ressources Naturelles et la Gestion Participative. Le cas de la région de la Réserve Naturelle de Tigres de Sariska (Rajasthan, Inde)" - Centre International de Hautes Études Agronomiques Méditerranéennes / Institut Agronomique Méditerranéen de Montpellier - Montpellier, France - 539 p
Torri, Maria Costanza. (2004). "La Conservation et l'Utilisation Durable des Ressources Naturelles et la Gestion Participative. Le cas de la région de la Réserve Naturelle de Tigres de Sariska (Rajasthan, Inde)" - Montpellier, France :Centre International de Hautes Études Agronomiques Méditerranéennes / Institut Agronomique Méditerranéen de Montpellier, Série Master of Science, no 72,  215 p 
Torri, Maria Costanza & Galhano Alves, J.P. (2001). "People's Participation for Tiger Conservation in Sariska Tiger Reserve, Rajasthan, India" - 8th International Theriological Congress - 12-17 August 2001 - Scientific programme and abstracts - The American Society of Mammalogists; International Theriological Committee; Wildlife Group of the South African Veterinary Association; The British Council - Sun City, South Africa - p. 19
G.C. (1992).- "India’s wildlife dilema".- Washington D.C., États-Unis : National Geographic, Vol. 181, Ner 5, May 199Wilkins, W.J. (1989).- Hindu Mythology, Vedic and Puranic.- Calcutta: Rupa Co.
Wilkins, W.J. (1989).- "Hindu Mythology, Vedic and Puranic".- Calcutta, India : Rupa Co.
Zhao-Fu, Chen. (1988).- "Découverte de l'Art Préhistorique en Chine".- Paris, France : Editions Albin Michel S.A., 220 p
1. ↑  Saikat K Bose, Boot, Hooves and Wheels : And the Social Dynamics behind South Asian Warfare, Vij Books India Pvt Ltd, 20 juin 2015, 303– (ISBN 978-93-84464-54-7, lire en ligne)
« The Gurjara, Gurjars, and Gujjars, many of whom are Muslims today, are pastoral people who today occupy a wide swathe of territory.. »
2. ↑  Shail Mayaram, « Caste, tribe, and the politics of reservation », thehindu.com, 2 juin 2007 (consulté le 13 mars 2019) : « The Gujjars, estimated to number 1.6 crore nationwide, are internally differentiated in terms of religion, occupation, and socio-economic status. Historically, they have comprised a hugely heterogeneous group ranging from the Gurjar-Pratihara rulers of north India to the Gujjar and Bakarwal nomads of Jammu and the Kashmir valley »
3. ↑  « Nuristan », Program for Culture & Conflict Studies, Naval Postgraduate School, octobre 2009 (consulté le 4 novembre 2013)
4. ↑  Nagendra Kr Singh et Abdul Mabud Khan, Encyclopaedia of the World Muslims : Tribes, Castes and Communities, Global Vision, 2001, 488– (ISBN 978-81-87746-07-2, lire en ligne)
5. ↑  Jean-Philippe Platteau, Culture, Institutions, and Development : New Insights Into an Old Debate, 2010, 280 p. (ISBN 978-0-203-84333-8, lire en ligne)
6. ↑  Randeep Ramesh in Delhi, « Rajasthan hit by riots over caste system | World news », theguardian.com, 29 mai 2007 (consulté le 11 avril 2014)